# تپه گورستان سر مرز
تپه قبرستان سر مرز مربوط به عصر آهن دو I است و در شهرستان نهاوند، بخش خزل، روستای تپه علی واقع شده و این اثر در تاریخ ۲۴ اسفند ۱۳۸۳ با شمارهٔ ثبت ۱۱۴۵۰ به‌عنوان یکی از آثار ملی ایران به ثبت رسیده است.